# 空印事件
空印事件（くういんじけん）とは、1376年に明で発生した内部粛清事件である。

## 概要
当時の地方官はその地方単位（行中書省・府・州・県）ごとに中央の戸部（財政担当）へ収支報告を行うことが義務付けられていた。戸部の方でその書類を審査した結果差し戻しになった場合、数字を直した上で一旦戻って地方長官の印を押しなおさねばならなかった。首都から遠ければ遠いほどその手間と費用は莫大なものとなる。これの対策として予め印だけ押した白紙の文書を用意して、差し戻しがあった場合にこれを使って再作成することが慣例となっていた。
これに目をつけた洪武帝は洪武九年（1376年）にこの慣例が不正の温床となっているとして関係者を処刑・左遷し、数千人の地方官や胥吏が入れ変えられた。その取締方法も監察からの告発さえあれば問答無用で処罰するという強引なもので、このやり方に抗議した者たちも労役に就かされる、投獄されるなどの憂き目にあった。この政策は江南の地方官が現地採用であったことから現地の地主層との癒着が目に余るものであったので総入れ替えをすることでその関係を断つ目的があった。
これに付随して当時の最高地方単位であった行中書省の廃止が行われている。